# Bean - O comedie dezastru
Bean - O comedie dezastru (în engleză Bean - The Ultimate Disaster Movie, cunoscut și sub numele de Bean: Filmul) este un film de comedie bazat pe serialul de televiziune Mr. Bean. Scenariul a fost scris de Rowan Atkinson, care a jucat și în rolul principal iar Mel Smith a fost regizorul filmlui, cel care a colaborat cu Atkinson la Not the Nine O'Clock News. Pentru film s-au refolosit multe din ideile serialului de televiziune, deși acțiunea are loc în Statele Unite.

## Sinopsis

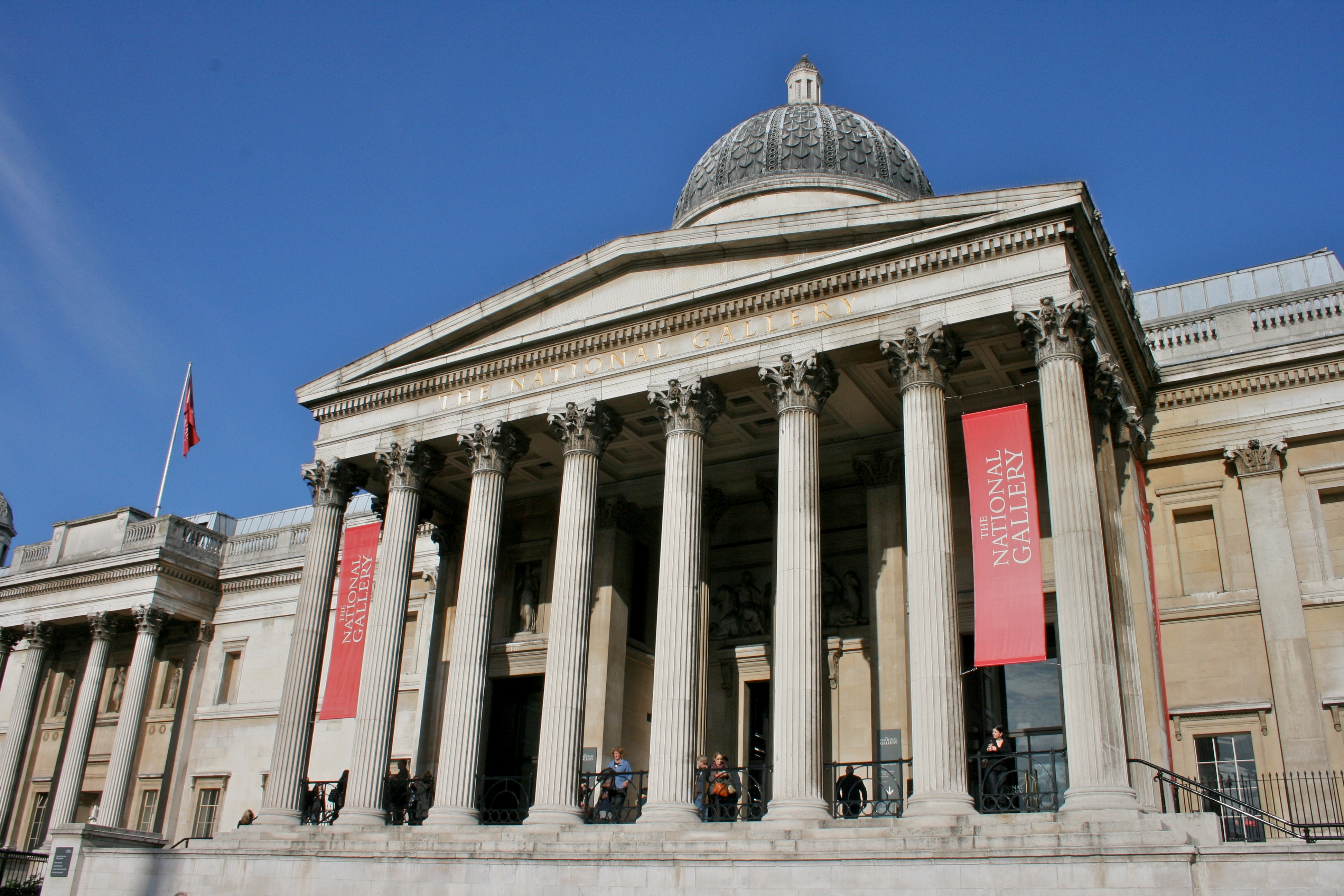
Galeria Națională din Londra.

Filmul debutează în toamna anului 1997 când Mr. Bean, o persoană bine intenționată dar neîndemânatică se află acasă. Întârzie la o întrunire a criticilor Galeriei Naționale din Londra, unde el este angajat „pentru a privi tablouri”. Dorind să scape de cel mai detestat și incapabil angajat, aceștia discută cu președintele galeriei, care nu aprobă demisia, deoarece îl consideră „un tânăr cu perspectivă”. Pentru a-i demonstra că este un dezastru, membrii galeriei decid să îl trimită în Statele Unite pentru a ține un discurs la dezvelirea picturii Mama lui Whistler, care va avea loc la Galeria de Artă Grierson din Los Angeles. Acesta este unul dintre cele mai vestite tablouri ale Statelor Unite și a fost donat de generalul Newton (Burt Reynolds) care l-a cumpărat cu 50 de milioane de dolari de la Muzeul Orsay din Paris.
Mr. Bean ajunge în Los Angeles și este așteptat la aeroport de David Langley (Peter MacNicol) care, impresionat de titlul de doctor în filosofie fabricat de Galeria Națională și atribuit englezului, decide să-l găzduiască. Intră pentru prima dată în colimatorul poliției chiar în aeroport, pretinzând că are un pistol. Noul oaspete este privit cu ostilitate de soția lui David, Alison (Pamela Reed), fiul Kevin (Andrew Lawrence) și fiica Jennifer (Tricia Vessey). Ea refuză propunerea lui David de a-l găzdui pe Bean pentru două luni, dar primește promisiunea că oaspetele va primi o cameră de hotel după întâlnirea de la galerie.
Merge la galerie unde își udă pantalonii de două ori și se usucă la uscătorul de mâini și la un ventilator. I se cere să pregătească un discurs de douăzeci de minute și se sperie. Comportarea ciudată a lui Bean îi îngrijorează pe colegii lui David, în special pe șeful său George Grierson (Harris Yulin), care îl avertizează că este responsabil de toate acțiunile lui Bean până la dezvelirea picturii. David promite că se descurcă, mai ales pentru că englezii au spus că au „trimis un geniu”. Când cei doi se întorc acasă, Alison pleacă cu copii la mama sa, nedorind să trăiască cu Bean.
Cu familia plecată, David dorește să-i facă lui Bean un tur al galeriilor de artă din Los Angeles. Totuși, Bean decide să meargă la Pacific Park, unde ajunge din nou la poliție pentru mărirea excesivă a vitezei unui „carusel al groazei”, pentru că prima dată i s-a părut că se mișcă prea încet. Loctenentul Brutus (Richard Gant) îi dă un ultim avertisment lui David, promițându-i că dacă va mai întrece măsura îl va aresta.
În timpul unei cine mizerabile cu Grierson de care David și-a amintit în ultimul moment, Bean servește oaspeții cu ceapă feliată și aruncă în aer un cuptor cu microunde încercând să gătească curcanul păstrat de Alison pentru Ziua Recunoștinței. David își dă seama în cele din urmă că Bean nu este un doctor și nu știe nimic despre artă. Ziua următoare, Mama lui Whistler ajunge la Galeria din Los Angeles. Bean este lăsat singur cu pictura câteva minute pentru a o studia. 

Mama lui Whistler

În timp ce șterge rama de praf, Bean strănută accidental pe tablou și îl șterge cu o batistă. Neștiind că în buzunarul cu batista i-a curs și stiloul, o pătează cu cerneală albastră. Îngrozit intră în debaraua îngrijitorului pentru a lua o soluție cu care să șteargă cerneala. Folosește o soluție „laque thinner”, care dizolvă fața femeii din pictură. În loc desenează cu pixul o fața comică. Când David vede pictura aceștia o ascund după un cadru metalic. David se temea că-și va pierde locul de muncă și va suporta consecințele vandalismului, iar cei doi poposesc la un bar pentru a-și îneca amarul. Când ajunge acasă își întâlnește soția, care îl întreabă de ce a venit cu cinci ore mai târziu.
În timpul noptii, Bean nu putea dormi din pricina greșelii iar băiatul familiei îi spune are două postere cu Cindy Crawford, de unde îi vine o idee. Bean pune la cale un plan pentru restaurarea picturii, strânge câteva unelte neconvenționale ca foehnul și telul din casa lui David, se deghizează haios și merge la galeria de artă. Distrage atenția singurului paznic punându-i laxative în cafea. Amestecă cheile între de la panou, iar cea de la veceu o aruncă. În timp ce paznicul căuta cu disperare cheia, Bean înlocuiește pânza cu un poster (care reprezenta o copie fidelă a operei) pe care îl lipește de ramă cu gumă. 
Următoarea zi, la dezvelirea picturii, David este foarte încântat când vede tabloul restaurat. El se așteaptă ca Bean să se facă de râs deoarece n-a pregătit nici un discurs. Improvizează unul scurt, în care spune că tabloul este mare, bătrâna nu arată foarte bine și din experiența trăită cu noul prieten că familia este importantă. Publicul este mulțumit de cuvintele sale simple dar pătrunzătoare. Între timp Brutus îl informează că Jennifer, fiica sa, a fost implicată într-un accident de motocicletă și se află la secția de terapie intensivă. O escortă îi duce la spital, în care Brutus este împușcat.
Un doctor scapă un stetoscop, Bean îl ia de pe jos și imediat este confundat cu un doctor de două asistente care îl îmbracă în echipamentul de chirurg și merge în sala de operații. După ce îi scoate glontele polițistului cu mâna, câștigând admirația asistenților, este trimis în sala unde se află Jenifer, în comă. Neștiind ce să facă, Bean se joacă cu un defibrilator, își aplică șocuri și sare pe Jenifer salvând-o. David și Alison nu îl recunosc și îi spun că îi vor oferi orice. Bean își dezvăluie adevărata identitate și îi întreabă dacă mai poate sta cu ei o săptămână înainte de a se întoarce la Londra. Deși uimiți, soții accepta cu bucurie.
După două săptămâni în Los Angeles face schimb de cadouri cu familia Langley, „învață” semnul degetului mijlociu (de la un motociclist căruia i-a făcut o poză) pe care îl arată tuturor fără să știe ce înseamnă și explorează orașul. Bean revine la Londra, însoțit de originalul tablou Mama lui Whistler, pe care l-a ascuns în valiza sa la înlocuire. În apartamentul lui, Bean se uită la ceas, și își dă seama este târziu. Îl adoarme pe Teddy pocnind din degete, stinge lumina și admiră pictura pe care a „retușat-o” cu pixul înainte de a se culca.

Filmul este disponibil pe platforma Netflix.

## Distribuție
- Rowan Atkinson ca Mr. Bean
- Peter MacNicol ca David Langley
- Burt Reynolds ca Gen. Newton
- Pamela Reed ca Alison Langley
- Richard Gant ca Lt. Brutus
- Andrew Lawrence ca Kevin Langley
- Tricia Vessey ca Jennifer Langley
- Johnny Galecki ca Stingo Wheelie
- Sandra Oh ca Bernice Schimmel
- Harris Yulin ca George Grierson
- Larry Drake ca Elmer
- Tom McGowan ca Walter Merchandise

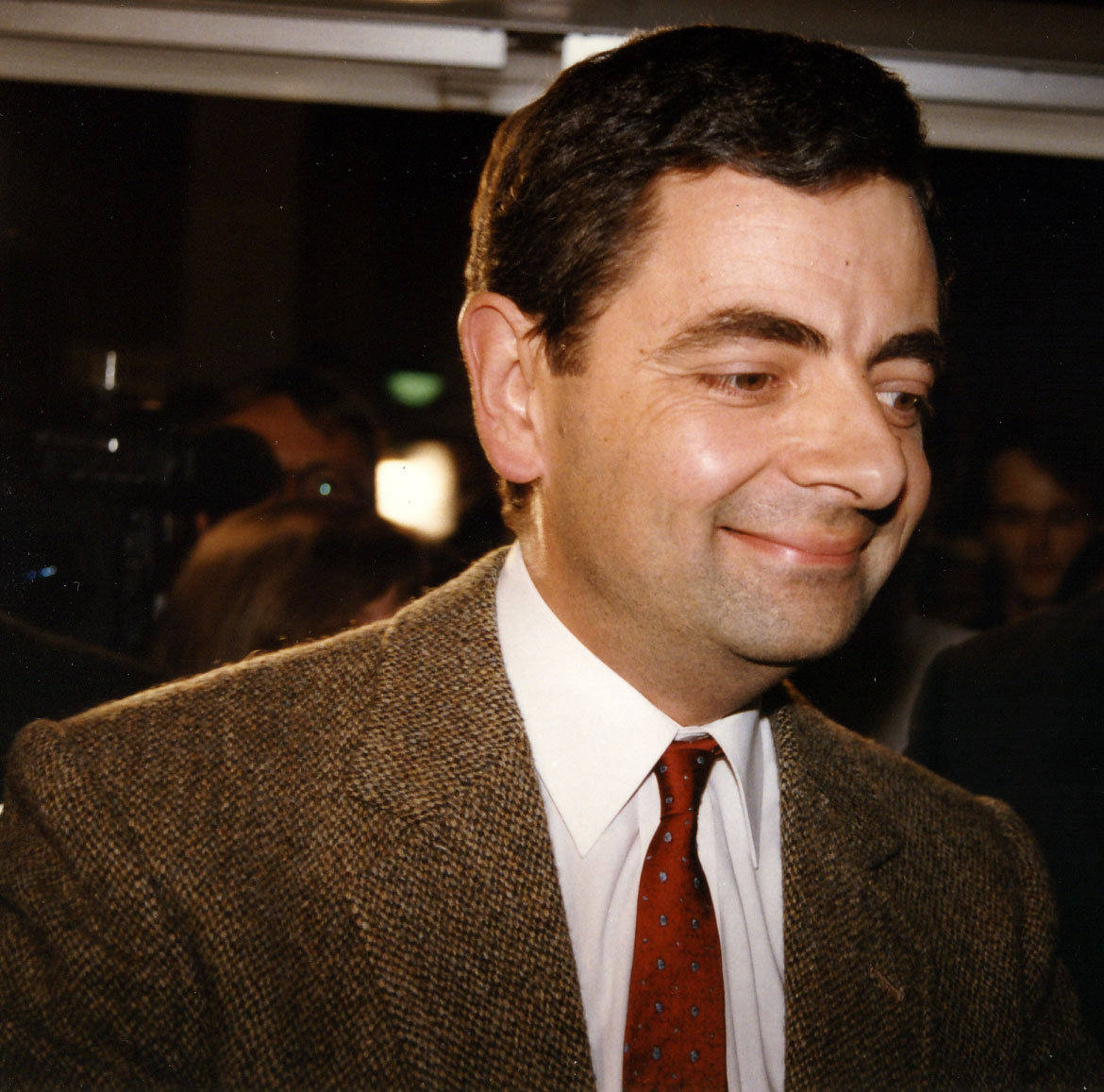
Rowan Atkinson aflat la promovarea filmului în Hürth, Germania (august 1997).

- Robert Curtis Brown ca Dr. Frowning

## Recepție
Filmul a fost criticat pentru nerespectarea tradiției de a-l avea pe Mr. Bean în centrul atenției și pentru americanizarea acestuia pentru vânzarea filmului peste ocean (Vorbele lui Bean sunt inteligibile și forțate spre deosebire de mormăiturile din serialul TV). Totuși, filmul a avut încasări de peste 250 milioane $ pe plan mondial, mult mai mari decât bugetul estimat la 18 milioane $. Are ratingul 40% "Rotten" în mai multe recenzii iar Rotten Tomatoes i-a acordat 5.3/10, criticând faptul că filmul este prea lung și are prea puține glume.
Filmul a primit calificativul PG-13 (nerecomandat copiilor sub 13 ani) din partea Motion Picture Association of America pentru "momente riscante de umor".
Următorul și ultimul film cu Mr. Bean, Vacanța lui Mr. Bean, a fost lansat în anul 2007.

## Coloană sonoră
Coloană sonoră a fost inițial alcătuită de Howard Goodall, care a creat și coloana sonoră a serialului de televiziune, deși tema originală Mr. Bean nu a fost folosită. Au fost incluse și cântecele altor artiști sau formații, în special melodia Yesterday a trupei The Beatles (cântată de Wet Wet Wet).
Albumul coloanei sonore a cuprins și melodii care nu au fost folosite în film, ca Elected de Alice Cooper (din albumul Billion Dollar Babies). Melodia principală a fost Picture of You de Boyzone. În videoclipul piesei apare și Rowan Atkinson.
Lista melodiilor
1. „I Love L.A.” – Randy Newman
2. „Picture of You” – Boyzone
3. „I Get Around” – The Beach Boys
4. „Walking on Sunshine” – Katrina and the Waves
5. „Yesterday” – Wet Wet Wet
6. „Running Back for More” – Louise
7. „That Kinda Guy” – Thomas Jules-Stock
8. „Give Me a Little More Time” – Gabrielle
9. „He's a Rebel” – Alisha's Attic
10. „Stuck in the Middle with You” – Susanna Hoffs
11. „Art for Art's Sake” – 10cc
12. „Have Fun, Go Mad” – Blair
13. „Can We Talk” (Radio Mix) – Code Red
14. „Tema Bean” (Mad Pianos) – Howard Goodall
15. „Elected" – Mr. Bean și The Smear Campaign feat. Bruce Dickinson

## Bunuri publicitare
Multe bunuri publicitare au fost vândute la lansarea filmului, cum ar fi:
- Ursuleții de pluș Teddy
- Mr. Bean's Scrapbook, All About Me In America
- Bean: The Script Book
- Setul de cărți de joc Mr. Bean